# Кузничка (Опольское воеводство)
Кузни́чка (пол. Kuźniczka) — село в Польше в гмине Прашка Олесненского повета Опольского воеводства.

## История
В 1975—1998 годах село входило в Ченстоховское воеводство.